# Jimmy Mackay
Pour les articles homonymes, voir James Mackay et Mackay.
James "Jimmy" Mackay, né le 19 décembre 1943 en Écosse et mort le 11 décembre 1998, était un footballeur australien.
Jimmy Mackay est mort d'une crise cardiaque le 11 décembre 1998, quelques jours avant son 55e anniversaire.

## Biographie

### Carrière en équipe nationale
En tant que milieu, Jimmy Mackay est international australien à 35 reprises (1970-1975) pour 5 buts inscrits. 
Il participe à la Coupe du monde de football de 1974, où il joue tous les matchs en tant que titulaire. L'Australie est éliminée au premier tour de la compétition.